# 蒙贝利亚尔多
蒙贝利亚尔多（法語：Montbéliardot，法語發音：[mɔ̃beljaʁdo]）是法国杜省的一个市镇，属于蓬塔利耶区。

## 地理
蒙贝利亚尔多（47°10'31"N, 6°39'16"E）面积3.8 平方千米，位于法国勃艮第-弗朗什-孔泰大區杜省，该省份为法国东部内陆省份，北起上索恩省，西接汝拉省，东部及东南部与瑞士接壤，东北部与贝尔福地区省接壤。
与蒙贝利亚尔多接壤的市镇（或旧市镇、城区）包括：普兰布瓦-迪米鲁瓦尔、蒙德拉瓦勒、勒吕耶、博内塔日。

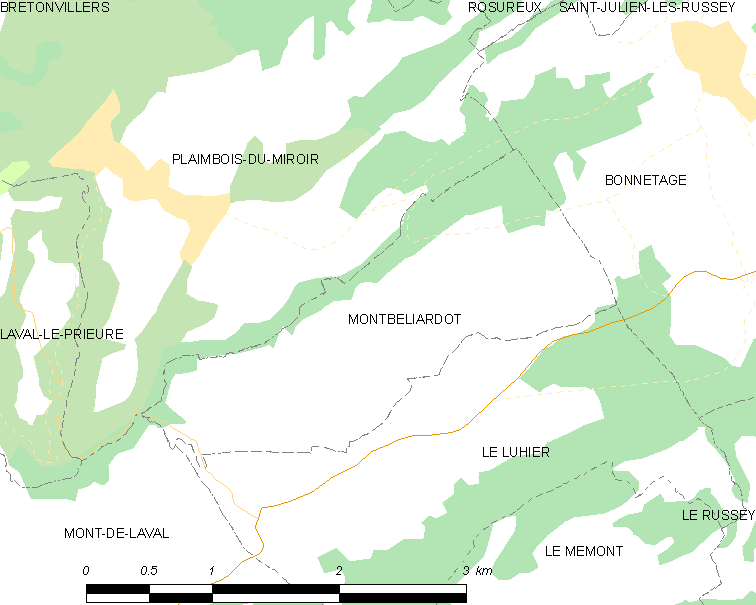
蒙贝利亚尔多的OSM定位图

蒙贝利亚尔多的时区为UTC+01:00、UTC+02:00（夏令时）。

## 行政
蒙贝利亚尔多的邮政编码为25210，INSEE市镇编码为25389。

## 政治
蒙贝利亚尔多所属的省级选区为莫尔托县。

## 人口

1962-2008年间蒙贝利亚尔多人口变化图示

蒙贝利亚尔多于2022年1月1日时的人口数量为113人。